# Markiz Zetland

## Informacje ogólne
- Dodatkowymi tytułami markizów Zetland są:
  - hrabia Zetland
  - hrabia Ronaldshay
  - baron Dundas
- Najstarszy syn markiza Zetland nosi tytuł hrabiego Ronaldshay
- Najstarszy syn hrabiego Ronaldshay nosi tytuł lorda Dundas
- Rodową siedzibą markizów Zetland jest Aske Hall w północnym Yorkshire

Baroneci Dundas of Kerse
- 1762–1781: Lawrence Dundas, 1. baronet
- 1781–1820: Thomas Dundas, 2. baronet

Baronowie Dundas 1. kreacji (parostwo Wielkiej Brytanii)
- 1794–1820: Thomas Dundas, 1. baron Dundas
- 1820–1839: Lawrence Dundas, 2. baron Dundas

Hrabiowie Zetland 1. kreacji (parostwo Zjednoczonego Królestwa)
- 1838–1839: Lawrence Dundas, 1. hrabia Zetland
- 1839–1873: Thomas Dundas, 2. hrabia Zetland
- 1873–1929: Lawrence Dundas, 3. hrabia Zetland

Markizowie Zetland 1. kreacji (parostwo Zjednoczonego Królestwa)
- 1892–1929: Lawrence Dundas, 1. markiz Zetland
- 1929–1961: Lawrence John Lumley Dundas, 2. markiz Zetland
- 1961–1989: Lawrence Aldred Mervyn Dundas, 3. markiz Zetland
- od 1989: Lawrence Mark Dundas, 4. markiz Zetland

Najstarszy syn 4. markiza Zetland: Robin Lawrence Dundas, hrabia Ronaldshay